# Lilli Promet
Lilli Promet (16. února 1922 Petseri – 16. února 2007 Tallinn) byla estonská básnířka, prozaička, ale také redaktorka a reportérka.

## Život
Narodila se v Petseru, byla dcerou malíře Alexandra Prometa. Na počátku války byla evakuována do Tatarské autonomní republiky, později žila v Petrohradu. Spolupracovala také s listem Hlas lidu (estonsky Rahva Hääl) v Petrohradu a Tallinnu. Roku 1958 se stala členkou Svazu estonských spisovatelů. Byla ženou básníka, dramatika a dětského spisovatele Ralfa Parveho.

## Dílo
Na počátku své tvorby se věnovala poezii, ale později se zaměřila spíše na krátkou prózu. První kniha, která obsahovala krátké novely a miniatury, vyšla pod názvem Ainult puhast armastusest (Jenom z čisté lásky) a po ní hned následovala kniha stejného žánru Roosa kübar (Růžový klobouček).
V češtině vyšly překlady jejích děl v knize Akvarely jednoho léta. Tato sbírka obsahuje krátké novely a povídku z období okupace. Příběhy jsou stručné a vtipně shrnují život v tehdejším Estonsku.
Novela Kes levitab anekdoote? (Jak se šíří anekdoty?) obsahuje vtipný příběh, kde každá kapitola má svého vypravěče a ukazuje předválečný svět estonských obyvatel. Jednotlivým vypravěčům se dostane do rukou vtip o Hitlerovi a každý zvolí jiný způsob, jak s ním naložit. Lidé žijí v nejistotě, sami nevědí, co si mohou a nemohou dovolit, ale zároveň se snaží žít svůj běžný život. Estoncům již chybí naděje a budoucnost je nejistá. Postupem času se situace zhoršuje, atmosféra houstne a lidé jsou zavíráni za nesmyslné věci. Kolující vtip ukazuje, jak je doba až směšná, lidé již nikomu nevěří a policie přestává fungovat. To nasvědčuje i poslední scéna, kde lidé musejí utíkat před tzv. špicly.
Kniha obsahuje také povídku Náhrobek od Elvíry, novely Dívka v černém a Akvarely jednoho léta.
Román Primavera vypráví o bezútěšném životě a tragické lásce válečného pokolení na pozadí jarní Itálie. Psala také cestopisné knihy či pohádkovou tvorbu pro děti.

## Překlady do češtiny
- Akvarely jednoho léta (Ühe suve akvarellid). Lidové nakladatelství, Praha 1977. Přel. Stáňa Síbrtová.
- Černý den – Ó, majestáte symfonie. Svět socialismu 1979, 4, s. 22. Přel. Vladimír Michna.
- Černý den. Pochodeň 12.-13.2.1977, s. 6. Přel. Karel Nebeský.
- Don Alfredo. Mladá fronta 18.9.1976, příl., s. 4–5. Přel. Karel Kučera.
- Guernica. Svoboda 8.9.1973, příl. s. 11. Přel. Marie Neznalová.
- Láska – Aby země rozkvetla – Do přítomnosti. Svět socialismu 12, 1979, 18, s. 27. Přel. Marie Bulecová.
- Láska na celý život. Naše rodina 1975, 40, s. 6. Přel. M.N. (Milena Nyklová-Veselá).
- Ležící tygr. Naše rodina 1974, 34, s. 5–6. Přel. M.N. (Milena Nyklová-Veselá).
- Ležící tygr. Svoboda 11.8.1973, příl., s. 13. Přel. M.N. (Milena Nyklová-Veselá).
- Symfonie života. Svět sovětů 26, 1963, 2, s. 13. Přel. J. Viktor.

## Recenze
- MACURA, Vladimír. Smutnoústá Primavera. Tvorba 1975, 18, 30.4., s. 13.
- POSPÍŠIL, Ivo. Próza věčného dialogu (Akvarely jednoho léta). Rovnost 92, 1977, 177, s. 5.